# Chef du Fine Gael
Le chef du Fine Gael (anglais : Leader of Fine Gael) est le plus haut responsable politique du parti politique Fine Gael en Irlande.
Depuis le 24 mars 2024, Simon Harris occupe ce poste depuis la démission de Leo Varadkar à la tête du parti.

## Leaders
| No.                       | No. | Nom                 | Photo                       | Circonscription                                            | Mandat | Mandat   | Taoiseach | Taoiseach                 |
| ------------------------- | --- | ------------------- | --------------------------- | ---------------------------------------------------------- | ------ | -------- | --------- | ------------------------- |
|                           | 1   | Eoin O'Duffy        |                             | Aucune                                                     | 1933   | 1934     |           | Éamon de Valera (1932–48) |
|                           | 2   | William T. Cosgrave |                             | Carlow–Kilkenny (jusqu'en 1927) Cork Borough (depuis 1927) | 1934   | 1944     |           | Éamon de Valera (1932–48) |
|                           | 3   | Richard Mulcahy     |                             | Tipperary                                                  | 1944   | 1959     |           | Éamon de Valera (1932–48) |
|                           | 3   | Richard Mulcahy     | John A. Costello (1948–51)  | Tipperary                                                  | 1944   | 1959     |           |                           |
|                           | 3   | Richard Mulcahy     | Éamon de Valera (1951–54)   | Tipperary                                                  | 1944   | 1959     |           |                           |
|                           | 3   | Richard Mulcahy     | John A. Costello (1954–57)  | Tipperary                                                  | 1944   | 1959     |           |                           |
|                           | 3   | Richard Mulcahy     | Éamon de Valera (1957–59)   | Tipperary                                                  | 1944   | 1959     |           |                           |
|                           | 4   | James Dillon        |                             | Monaghan                                                   | 1959   | 1965     |           | Seán Lemass (1959–66)     |
|                           | 5   | Liam Cosgrave       |                             | Dún Laoghaire and Rathdown                                 | 1965   | 1977     |           | Jack Lynch (1966–73)      |
|                           | 5   | Liam Cosgrave       | Liam Cosgrave (1973–77)     | Dún Laoghaire and Rathdown                                 | 1965   | 1977     |           |                           |
|                           | 6   | Garret FitzGerald   |                             | Dublin South-East                                          | 1977   | 1987     |           | Jack Lynch (1977–79)      |
| Charles Haughey (1979–81) | 6   | Garret FitzGerald   |                             | Dublin South-East                                          | 1977   | 1987     |           |                           |
|                           | 6   | Garret FitzGerald   | Garret FitzGerald (1981–82) | Dublin South-East                                          | 1977   | 1987     |           |                           |
|                           | 6   | Garret FitzGerald   | Charles Haughey (1982)      | Dublin South-East                                          | 1977   | 1987     |           |                           |
|                           | 6   | Garret FitzGerald   | Garret FitzGerald (1982–87) | Dublin South-East                                          | 1977   | 1987     |           |                           |
|                           | 7   | Alan Dukes          |                             | Kildare                                                    | 1987   | 1990     |           | Charles Haughey (1987–92) |
|                           | 8   | John Bruton         |                             | Meath                                                      | 1990   | 2001     |           | Charles Haughey (1987–92) |
|                           | 8   | John Bruton         | Albert Reynolds (1992–94)   | Meath                                                      | 1990   | 2001     |           |                           |
|                           | 8   | John Bruton         | John Bruton (1994–97)       | Meath                                                      | 1990   | 2001     |           |                           |
|                           | 8   | John Bruton         | Bertie Ahern (1997–2008)    | Meath                                                      | 1990   | 2001     |           |                           |
|                           | 9   | Michael Noonan      |                             | Limerick East                                              | 2001   | 2002     |           |                           |
|                           | 10  | Enda Kenny          |                             | Mayo                                                       | 2002   | 2017     |           |                           |
|                           | 10  | Enda Kenny          | Brian Cowen (2008–11)       | Mayo                                                       | 2002   | 2017     |           |                           |
|                           | 10  | Enda Kenny          | Enda Kenny (2011–17)        | Mayo                                                       | 2002   | 2017     |           |                           |
|                           | 11  | Leo Varadkar        |                             | Dublin West                                                | 2017   | 2024     |           |                           |
|                           | 11  | Leo Varadkar        | Leo Varadkar (2017–2024)    | Dublin West                                                | 2017   | 2024     |           |                           |
|                           | 12  | Simon Harris        |                             | Wicklow                                                    | 2024   | en cours |           | Simon Harris (2024 –)     |